# Schülerverein
Ein Schülerverein war eine Vereinigung von Jungen oder Mädchen einer Schule (zumeist der oberen Klassen, Sekunda und Prima), die sich selbstorganisiert zur gemeinschaftlichen Verfolgung eines spezifischen Zwecks zusammenschlossen. So betätigten sie sich unter anderem in den Bereichen Turnen und Sport, Gesang und Musik, Religion sowie Wissenschaft und Berufsvorbereitung. Im Unterschied zu den lange verbotenen Schülerverbindungen waren die Schülervereine legal und orientierten sich hinsichtlich ihrer Organisation am bürgerlichen Vereinsmodell, wobei sie Vorschriften und Ordnungen ihrer Schule zu befolgen hatten und die Erlaubnis des Direktors benötigten. Die Leitung des Vereins oblag den Schülern, die Vorstände wurden von ihnen aus ihren Reihen gewählt. Vereinszweck, Vereinsorgane sowie Rechte und Pflichten der Mitglieder wurden von den Schülern in der Satzung festgelegt. Dem Schülerverein stand ein sogenannter „Protektor“ zur Seite, ein beratender Lehrer, der jedoch in die inneren Vereinsangelegenheiten nicht eingreifen sollte.
Gründeten sich Schülervereine bereits im 19. Jahrhundert, verstärkt im Kaiserreich, ist für die ersten Jahrzehnte des 20. Jahrhunderts davon auszugehen, dass an nahezu jeder höheren Schule ein oder mehrere Vereine existierten. Zur Verbreitung von Schülervereinen nach 1945 gibt es bisher keine Erkenntnisse. Heutzutage existieren weiterhin wenige traditionelle Schülerverbindungen, während es Schülervereine in der geschilderten Form offenbar nicht mehr gibt. Stattdessen haben sich Formen der Schülermitverantwortung (SMV) bzw. Schülervertretung (SV) in Deutschland etabliert. Diese Gremien sind institutionell verankert und ermöglichen es Schülerinnen und Schülern, am schulischen Leben mitzuwirken, Interessen zu vertreten und Projekte zu organisieren. Darüber hinaus engagieren sich viele Schülerinnen und Schüler in Arbeitsgemeinschaften (AGs), Schülerinitiativen, Umweltgruppen oder sozialen Projekten. Obwohl diese Formen meist keine formalen Vereinsstrukturen mehr aufweisen, erfüllen sie teils ähnliche Funktionen der Eigenverantwortung, Gemeinschaftsbildung und außercurricularen Bildung wie die historischen Schülervereine. Nicht zu verwechseln sind die Schülervereine mit Schulvereinen, in denen sich Eltern und Lehrer zusammenschließen, um Belange der jeweiligen Schule zu fördern.

## Historische Entwicklung in Deutschland
Als eine der ältesten Schülervereinsgründungen gilt die Gründung des Schülergesangvereins „Loreley“ an der Latina der Franckeschen Stiftungen in Halle an der Saale 1843. Während der Revolution 1848/49 entstanden Redevereine und Turnvereine, die sich nach der gescheiterten Revolution jedoch auflösten oder gegen die in der Zeit der „Reaktion“ vorgegangen wurde. Einen Aufschwung nahm das Schülervereinswesen im Kaiserreich. Dies galt nicht zuletzt für den Bereich Turnen und Sport. Zwar war Leibeserziehung an den Schulen bereits etabliert, aber die Forderung Kaiser Wilhelms II. auf seiner Eröffnungsrede der Berliner Schulkonferenz 1890, dem Körper in der Bildung mehr Bedeutung zuzumessen, war ein prominentes Beispiel dafür, dass der Entwicklung des Körpers ein gesteigertes Interesse entgegengebracht wurde.  Bei den jugendlichen Schülern selbst schien körperliche Ertüchtigung sehr beliebt zu sein.
Dies lässt sich exemplarisch am Beispiel der Schülerrudervereine zeigen. Der älteste wurde am 28. Mai 1880 am Realgymnasium zu Rendsburg gegründet. Zu weiteren Vereinsgründungen kam es in Ohlau (1880), Frankfurt/Oder und Stettin (1882), Neuwied und Kiel (1883) sowie am Friedrich-Wilhelms-Gymnasium in Berlin (1884). Einen prominenten Förderer hatte das Rudern wiederum mit dem Kaiser, der besonders das Schülerrudern protegierte und am 27. Januar 1895 sowohl für die akademischen Ruderer als auch für die Schülerruderer der höheren Lehranstalten Berlins Preise stiftete, wodurch er dem Schülerrudern weiteren Auftrieb gab. Zwei Jahre vor dem Ersten Weltkrieg wurden 291 selbständige Schülerrudervereine statistisch erfasst.
Turnen und später Sport motivierten zahlreiche Vereinsgründungen im Kaiserreich. An den Franckeschen Stiftungen etwa gründeten sich der Schülerturnverein „Friesen“ (1880) und der Stadtschülerturnverein „Jahn“ (1893) sowie der „Turnspielverein“ (1893). Letzterer ist bereits Ausdruck einer zunehmenden Hinwendung zum modernen Sport. Favorisierten viele Pädagogen lange das klassische Turnen, setzte sich die Orientierung am wettkampfbasierten Sport – beispielsweise Fußball, Tennis, Rudern oder Leichtathletik – auch bei den Schülervereinen im Laufe der folgenden Jahrzehnte immer mehr durch, auch wenn sie oftmals dem Namen nach „Turnverein“ blieben.
Es ist davon auszugehen, dass am Ende der Kaiserzeit an fast jeder höheren Schule Schülervereine bestanden. Genauere Zahlen liegen für die höheren Schulen Preußens in der Weimarer Republik vor. Im Schuljahr 1922/1923 existierten 973 Schülervereine und 70 Schülerinnenvereine, im Schuljahr 1927/1928 2.065 für Jungen und 259 für Mädchen. Für beide Berichtsjahre wird ersichtlich, dass sowohl Jungen als auch Mädchen am häufigsten im Bereich Sport und Turnen aktiv waren. Die Betätigungsfelder gingen jedoch über Turnen und Sport weit hinaus und verweisen auf die Bandbreite des Schülervereinswesens: So gab es zahlreiche Musik- und Gesangvereine, wissenschaftliche Vereine (etwa literarische, stenografische und naturwissenschaftliche), religiöse Vereine (z. B. die Bibelkränzchen bzw. -kreise), Schülerfeuerwehren, Vereine der Jugendbewegung oder Vogel- und Naturschutzvereine.
Umstritten blieb die gesellschaftliche und politische Haltung gegenüber einer politischen Betätigung von Schülerinnen und Schülern in der Weimarer Republik. Im Kaiserreich war eine politische Zwecksetzung oder Ausrichtung von Schülervereinen ausgeschlossen. Obwohl das Ende des Kaiserreichs und die neue Verfassung 1919 grundsätzlich den Weg für politische Bildung auch für Jugendliche ebneten, blieb die Schulpolitik in Preußen stark von der Idee einer „politikfreien Schule“ geprägt. Zwar wurden politische Jugendbildung und staatsbürgerliche Erziehung als notwendig anerkannt – insbesondere nach der Herabsetzung des Wahlalters –, politische Schülervereine blieben jedoch verboten. Das Kultusministerium erlaubte nur unpolitische Zusammenschlüsse oder parteineutrale Staatsbürgerschulen mit Zustimmung der Eltern. Schülerinnen unter 20 Jahren durften politischen Vereinen grundsätzlich nicht beitreten oder deren Veranstaltungen besuchen, was vielfach als Benachteiligung gegenüber der bereits werktätigen Jugend kritisiert wurde.
Trotz einzelner öffentlicher und politischer Initiativen, wie etwa durch die Republikanische Beschwerdestelle oder die Deutsche Friedensgesellschaft, die auf das Recht politischer Teilhabe und die Gefahren rechter Agitation in den Schulen hinwiesen, hielten die Ministerialerlasse an der strikten Trennung von Schule und parteipolitischer Aktivität fest. Konservative Kräfte wie der Deutsche Philologenverband unterstützten diese Linie und sahen in politischen Eingriffen eine Gefährdung der schulischen Erziehungsarbeit. Letztlich wurde das Neutralitätsgebot der Schule zunehmend von republikfeindlichen Kräften instrumentalisiert, um demokratische Bildungsarbeit zu verhindern. Die ursprünglich als Schutz gedachte Politik der Unparteilichkeit führte so paradoxerweise zur Schwächung der republikanischen Erziehung.
Die politische Ausrichtung von Schülervereinen oder das Verwenden etwa der Farben des untergegangenen Kaiserreichs wurden in der Weimarer Republik behördlicherseits immer wieder von den Schulen abgefragt. Die Mitgliedschaft zum rechtsradikalen und paramilitärischen „Wehrwolf“ wurden Schülerinnen und Schülern 1923 untersagt und 1930 die Zugehörigkeit und Beteiligung an Veranstaltungen der NSDAP, des Nationalsozialistischen Schülerbundes und der Hitlerjugend verboten.
Nach der Machtübernahme durch die Nationalsozialisten im Januar 1933 begann eine systematische „Gleichschaltung“ aller gesellschaftlichen Bereiche – auch der Jugendverbände und Schülervereine. Ziel der Nationalsozialisten war es, alle Jugendlichen in der Hitlerjugend zu erfassen und ideologisch zu formen. Schon im Frühjahr und Sommer 1933 wurden zahlreiche Organisationen verboten oder zur Selbstauflösung gedrängt – darunter sozialistische, kommunistische und später auch viele konfessionelle Jugendgruppen. Reichsjugendführer Baldur von Schirach erklärte: „Die Jugend soll künftig nur noch in der Hitler-Jugend zusammengefasst werden.“ Im Verlauf der „Gleichschaltung“ wurden verbliebene Organisationen entweder zwangsweise in die Strukturen der Hitlerjugend integriert oder vollständig aufgelöst. Die NSDAP beanspruchte ein Monopol auf die Erziehung der Jugend. Eine zentrale Parole lautete: „Es darf in Deutschland keine Jugend geben außer der, die unter der Hitlerjugend organisiert ist.“ Mit dem „Gesetz über die Hitlerjugend“ vom 1. Dezember 1936 wurde diese Entwicklung gesetzlich verankert: „Die gesamte deutsche Jugend innerhalb des Reichsgebietes ist in der Hitler-Jugend zusammengefasst.“ (§ 1, RGBl. I, S. 993). Die meisten Schülervereine mussten sich – in Folge von HJ-Gebietsbefehlen – auflösen oder bestehenden Sportvereinen anschließen, die wiederum größeren Reichsverbänden angehörten.

## Schülerverbindungen und Schülervereine
An studentischen Korporationen orientierte Schülerverbindungen waren im 19. Jahrhundert verboten und Gegenstand bildungspolitischer Debatten. Von Pädagogen und Schuldirektoren wurden sie in aller Schärfe abgelehnt. Neben vielen anderen Vorwürfen wurde vor allem die „Genusssucht“ der Schülerverbindungen kritisiert, mit zum Teil drastischer Wortwahl wurden sie als „Krebsgeschwüre“ an den Schulen angesehen. Um 1900 wurde jedoch deutlich, dass den Verbindungen nur durch Verbote nicht beizukommen war. Daher wurde unter „Schulmännern“ intensiv diskutiert, Schülervereine als erlaubte Selbstorganisationsform der Schüler, unter Kontrolle der Schulen zuzulassen. Latina-Rektor Alfred Rausch publizierte Grundsätze und Regeln für den Umgang mit Schülervereinen. Nach diesen waren die Vereine zwar von den Schülern selbstverwaltet und konnten einige Spielräume geltend machen, standen aber unter der Aufsicht der Schulen und hatten der Schulleitung Rechenschaft abzulegen.
Dass die Schülervereine diese Spielräume mitunter in erheblichem Maße nutzten, zeigen die Vereine an den Franckeschen Stiftungen beispielhaft. Sie waren zwar als Vereine organisiert, orientierten sich jedoch mit ihren Wappen, Rängen, Fahnen und Kommersen weiterhin sehr stark an den studentischen Verbindungen. Sie übernahmen auch die Institution der „Alten Herren“, die als ehemalige Vereinsmitglieder die Aktiven durch eigene „Alt-Herren-Verbände“ unterstützten, und ein Grund für ihr jahrzehntelanges Bestehen gewesen sein dürfte.

## Selbstverwaltung und Selbstregierung in der Pädagogik
Die Schülervereine entwickelten sich um 1900 in einem Spannungsfeld zwischen schulischer Disziplin und dem wachsenden pädagogischen Interesse an der Eigenverantwortung von Jugendlichen. Reformpädagogische Strömungen – etwa in der Tradition von Gustav Wyneken, Hermann Lietz oder Paul Geheeb – griffen die Idee der Schüler-Selbstregierung auf und betonten die Erziehung zur Mündigkeit durch aktive Mitgestaltung des schulischen Lebens.
In der Weimarer Republik erhielten diese Konzepte zusätzlichen Auftrieb: Die gesellschaftlichen Umbrüche nach dem Ersten Weltkrieg und die neue republikanische Ordnung förderten eine Demokratisierung pädagogischer Institutionen. Viele Schulen führten Formen der Schülermitverwaltung ein, und Schülervereine wurden in einigen Fällen als Bestandteil schulischer Selbstorganisation verstanden. Dennoch blieb die schulische Selbstregierung in der Praxis häufig begrenzt – vielerorts dominierte ein autoritärer Schulalltag. Konzepte wie „Selbstverwaltung“ und „Selbstregierung“ wurden zudem ganz unterschiedlich ausgelegt, oftmals unpolitisch verstanden und nicht im Sinne einer Ausbildung zum demokratischen Staatsbürger gedacht, sondern im Falle der Schülervereine vor allem mit den Zielen einer Stärkung von Persönlichkeit und Gemeinschaftsgefühl verbunden. Mit dem Erstarken des Nationalsozialismus ab 1933 wurde die autonome Schülerorganisation systematisch zurückgedrängt und schließlich verboten; stattdessen trat die ideologisch gelenkte Einbindung der Jugend in die Hitlerjugend an die Stelle freier und selbstverwalteter Schülervereinigungen.

## Schülervereine in der Forschung
Die wissenschaftliche Untersuchung von Schülervereinen ist vor allem für Forschungen zur Zivilgesellschaft, Jugendbewegung und Vereinsforschung relevant. Zudem lassen sich Erkenntnisse zur Geschichte des Schülerinnen- und Schülerlebens gewinnen, da Erfahrungen, Deutungen und Perspektiven der Schülerinnen und Schüler selbst im Mittelpunkt stehen. Ihre Rolle als Akteure kann dadurch stärker untersucht werden, was in vielen Untersuchungen zur Schul- und Bildungsgeschichte mit dem vornehmlichen Blick auf institutionelle Rahmen, Erziehungskonzepte und bildungspolitische Debatten bisher kaum der Fall ist.